# Bridgette Andersen
Bridgette Andersen (Inglewood, Californië, 11 juli 1975 – Los Angeles, 18 mei 1997) was een Amerikaans actrice.
Andersen was een kindster dat begon met acteren in 1982. Ze is waarschijnlijk het meest bekend van haar rol in Savannah Smiles. Ook opmerkelijk, is haar hoge IQ. Ze las al toen ze pas twee jaar oud was.
Andersen stierf op 18 mei 1997 aan een overdosis heroïne en alcohol.

## Filmografie
*Exclusief eenmalige optredens
- Washington Mistress (1982); tv-film
- Savannah Smiles (1982)
- Mae West (1982); tv-film
- Gun Shy (1983); tv-serie
- Nightmares (1983); segment "Night of the Rat"
- The Return of Marcus Welby, M.D. (1984); tv-film
- Summer to Remember (1985); tv-film
- Fever Pitch (1985)
- Between Two Women (1986); tv-film
- The Parent Trap II (1986)
- Too Much (1987)